# Difeomorfism
În matematică, un difeomorfism este un izomorfism din categoria mulțimilor netede. Difeomorfismul este o funcție inversabilă care asociază o mulțime diferențiabilă cu alta, astfel încât funcția și inversa ei sunt netede. Un superdifeomorfism (SDiff) este echivalentul unui difeomorfism pentru supermulțimi.

Imaginea unei reţele dreptunghiulare pe un pătrat sub un difeomorfism de la pătrat pe el însuşi.

## Definiție
Fiind date două mulțimi M și N, o funcție bijectivă {\displaystyle f} de la M la N este numită difeomorfism dacă:
{\displaystyle f:M\to N}
precum și inversa ei:
{\displaystyle f^{-1}:N\to M}
sunt diferențiabile. Dacă aceste funcții sunt de n ori continuu diferențiabile, f se numește {\displaystyle C^{n}}-difeomorfism.
Două mulțimi M și N sunt difeomorfice, simbolul uzual fiind {\displaystyle \simeq \,}, dacă există o funcție bijectivă {\displaystyle f} de la M la N cu inversa netedă. Acestea sunt {\displaystyle C^{n}}-difeomorfice dacă există o funcție bijectivă diferențiabilă continuu de n ori între ele, și a cărei inversă este de asemenea diferențiabilă continuu de n ori.

## Difeomorfismul submulțimilor
Fiind dată o submulțime X a mulțimii M și o submulțime Y a mulțimii N, o funcție {\displaystyle f:X\to Y\,} este netedă dacă pentru toate elementele {\displaystyle p\in X\,} există o vecinătate {\displaystyle U\subset M\,} funcție de {\displaystyle p\,} și o funcție netedă {\displaystyle g:U\to N\,}, astfel încât restricțiile corespund cu {\displaystyle g_{|U\cap X}=f_{|U\cap X}\,} (de notat ca g este o extensie a funcției f). Spunem că f este un difeomorfism dacă atât funcția cât și inversa ei sunt netede.

## Descriere locală
Exemplu: dacă {\displaystyle U} și {\displaystyle V} sunt două submulțimi deschise simplu conexe din {\displaystyle \mathbb {R} ^{n}}, o funcție diferențiabilă {\displaystyle f} de la {\displaystyle U} la {\displaystyle V} este un difeomorfism dacă:
- Diferențiala {\displaystyle Df_{x}:\mathbb {R} ^{n}\to \mathbb {R} ^{n}\,} este bijectivă în fiecare punct {\displaystyle x\in U\,}.

Remarcă:
- Este esențial ca U să fie simplu conexă pentru funcția f, pentru ca aceasta să fie inversabilă global, adică, să fie derivabilă și bijectivă în fiecare punct.

De exemplu, considerăm funcția {\displaystyle f:U\ni (x,y)\mapsto (x^{2}-y^{2},2xy)\in V\,}, în care {\displaystyle U=V=\mathbb {R} ^{2}\setminus \{(0,0)\}}. Atunci funcția {\displaystyle f} este surjectivă și satisface {\displaystyle \det Df_{x}=4(x^{2}+y^{2})\neq 0\,} (astfel {\displaystyle Df_{x}\,} este bijectivă în fiecare punct), dar {\displaystyle f} nu este inversabilă, deoarece nu este injectivă, de exemplu, {\displaystyle f(1,0)=(1,0)=f(-1,0)\,}.
- Deoarece diferențiala într-un punct: {\displaystyle Df_{x}:T_{x}U\to T_{f(x)}V\,} este o funcție diferențiabilă, are inversa bine definită dacă și numai dacă {\displaystyle Df_{x}\,} este o bijecție. Reprezentarea matricei {\displaystyle Df_{x}\,} este o matrice {\displaystyle n\times n\,} care conține derivatele parțiale de ordinul întâi, astfel încât avem pe linia i și coloana j elementul {\displaystyle \partial f_{i}/\partial x_{j}\,}, matricea numindu-se și matricea Jacobiană.

- Difeomorfismele există numai între mulțimi care au aceeași dimensiune. Imaginați-vă că f merge de la dimensiunea {\displaystyle n\,} la dimensiunea {\displaystyle k\,}. Presupunând că n < k, atunci {\displaystyle Df_{x}\,} nu poate fi surjectivă, presupunând că n > k, atunci {\displaystyle Df_{x}\,} nu poate fi surjectivă. Deci, în ambele cazuri {\displaystyle Df_{x}\,} nu este o bijecție.

- Dacă {\displaystyle Df_{x}\,} este o bijecție într-un punct x, atunci spunem că f este un difeomorfism local, deoarece prin continuitate {\displaystyle Df_{y}\,} va fi de asemenea bijectivă pentru toate punctele y suficient de apropiate de x. Dacă {\displaystyle Df_{x}\,} este o bijecție pentru toate punctele x, atunci spunem că f este un difeomorfism global.

- Dându-se o funcție netedă de la dimensiune n la dimensiune k, dacă {\displaystyle Df\,} (resp. {\displaystyle Df_{x}\,}) este surjectivă, atunci spunem că f este o submersie ( resp. submersie locală), iar dacă {\displaystyle Df\,} (resp. {\displaystyle Df_{x}\,}) este injectivă spunem că f este o imersie (resp. imersie locală).

- O bijecție diferențiabilă nu este în mod necesar un difeomorfism. De exemplu {\displaystyle f(x)=x^{3}\,} nu este un difeomorfism de la {\displaystyle \mathbb {R} } pe el însuși deoarece derivatele lui dispar în 0, iar inversa lui nu este diferențiabilă în 0. Acesta este un exemplu de homeomorfism care nu este un difeomorfism.

- Pentru ca f să fie difeomorfism, trebuie să avem condiții mai puternice decât cele pentru un homeomorfism atunci când f este o funcție între mulțimi diferențiabile. Pentru un difeomorfism trebuie ca f și inversa ei să fie diferențiabile. Pentru un homeomorfism cerem doar ca ele să fie continue. Astfel că, orice difeomorfism este un homeomorfism, dar reciproca este falsă, deci, nu orice homeomorfism este un difeomorfism.

## Exemple
Deoarece orice mulțime poate fi local parametrizată, să considerăm câteva funcții explicite din spațiul bidimensional pe el însuși.
- Fie {\displaystyle f(x,y)=(x^{2}+y^{3},x^{2}-y^{3})\,}. Matricea Jacobiană este:

{\displaystyle J_{f}=\left({\begin{array}{cc}2x&3y^{2}\\2x&-3y^{2}\end{array}}\right).}
Matricea Jacobiană are determinantul egal cu zero dacă și numai dacă {\displaystyle xy=0\,}. Constatăm că f este un difeomorfism oriunde pe axa x și axa y.
- Fie

{\displaystyle g(x,y)=(a_{0}+a_{1,0}x+a_{0,1}y+\cdots ,b_{0}+b_{1,0}x+b_{0,1}y+\cdots )}
în care {\displaystyle a_{i,j}\,} și {\displaystyle b_{i,j}\,} sunt numere reale arbitrare, iar termenii omiși sunt termeni în x și y de grade superioare. Să calculăm matricea Jacobiană în punctul 0: 
{\displaystyle J_{g}(0,0)=\left({\begin{array}{cc}a_{1,0}&a_{0,1}\\b_{1,0}&b_{0,1}\end{array}}\right).}
Constatăm că g este un difeomorphism local în 0 dacă și numai dacă, {\displaystyle a_{1,0}b_{0,1}-a_{0,1}b_{1,0}\neq 0\,}, adică termenii linari din componența lui g sunt liniari independenți ca polinoame.
- Fie {\displaystyle h(x,y)=(\sin(x^{2}+y^{2}),\cos(x^{2}+y^{2}))\,}. Matricea Jacobiană este:

{\displaystyle J_{h}=\left({\begin{array}{cc}2x\cos(x^{2}+y^{2})&2y\cos(x^{2}+y^{2})\\-2x\sin(x^{2}+y^{2})&-2y\sin(x^{2}+y^{2})\end{array}}\right).}
Se constată că matricea Jacobiană are peste tot determinatul zero! De fapt vedem că imaginea lui h este cercul unitate.

## Grupul difeomorfismelor
Fie M o mulțime diferențiabilă. Grupul difeomorfismelor lui M este grupul tuturor Cn difeomorfismelor lui M pe el însuși și se notează prin {\displaystyle Diff^{r}(M)\,}, sau {\displaystyle Diff(M)\,} când r se subînțelege. Acesta este un grup larg, în sensul că nu este local compact, arătând că M nu este zerodimensional.

### Topologie
Mulțimile difeomeorfice au două topologii naturale, numite topologie slabă și tare (Hirsch 1997). Când mulțimea este compactă, cele două topologii sunt în acord, iar topologia slabă este întotdeauna metrizabilă (adică, are metrică). Când mulțimea nu este compactă, topologia tare ține cont de comportamentul funcției la infinit și nu este metrizabilă, dar încă rămâne spațiu Baire.
Fixând o metrică Riemanniană pe o mulțime M, topologia slabă este topologia indusă de următoarea familie de metrice:
{\displaystyle d_{K}(f,g)=\sup _{x\in K}d(f(x),g(x))+\sum _{1\leq p\leq r}\sup _{x\in K}\|D^{p}f(x)-D^{p}g(x)\|}
în care K variază peste subseturile compacte ale lui M. Într-adevăr, deoarece M este σ-compact, există o secvență Kn de sebseturi compacte a căror reuniune este M. Atunci, definim metrica:
{\displaystyle d(f,g)=\sum _{n}2^{-n}{\frac {d_{K_{n}}(f,g)}{1+d_{K_{n}}(f,g)}}.}
Folosind funcția exponențială ca metrică Riemannienă pe M peste un subset compact din M, grupul difeomorfic înzestrat cu topologie slabă este local homeomorfic pe spațiul câmpului vectorial Cr (Leslie 1967). Dacă r este finit și mulțimea este compactă, spațiul câmpului vectorial este un spațiu Banach. Mai mult, funcția de trecere de la o diagramă la alta a acestei mulțimi este netedă, transformând grupul difeomorfic într-o mulțime Banach. Dacă r = ∞ sau dacă mulțimea este σ-compactă, spațiul câmpului vectorial este un spațiu Fréchet. Mai mult, funcția de trecere este netedă, transformând grupul difeomorfic într-o mulțime Fréchet.

### Exemple
- Când M = G avem un grup Lie, existând o includere naturală a lui G în propriul lui grup difeomorfic via translației spre stânga. Fie Diff(G) un grup difeomorfic al lui G, atunci există o decompunere Diff(G) ≃ G × Diff(G,e), în care Diff(G,e) este un subgrup al lui Diff(G) care fixează elementul neutru al grupului.

- Grupul difeomorfic dintr-un spațiu Euclidian Rn conține două elemente, una păstrând orientarea și cealaltă orientarea inversă a difeomorfismului. De fapt, grupul liniar general este o contracție prin deformație a subgupului difeomorfic Diff(G,0) care fixează originea prin funcția {\displaystyle f(x)\rightarrow f(tx)/t,t\in (0,1]}. În particular, grupul liniar general este de asemenea o contracție prin deformare a întregului grup difeomorfic.

- Pentru un set finit de puncte, grupul difeomorfic este pur și simplu grupul simetric. Similar, dacă M este o mulțime oarecare există un grup extensiv: 0 → Diff0(M) → Diff(M) → Σ(π0M. Aici Diff0(M) este un subgrup a lui {\displaystyle Diff(M)} care conservă toate componentele lui M, iar Σ(π0M) este grupul permutărilor setului π0M (componentele lui M). Mai mult, imaginea funcției Diff(M) → Σ(π0M) este o bijecție a lui π0M care conservă clasa difeomorfică.

### Tranzitivitate
Pentru mulțimi conexe M grupul difeomorfic acționează în mod tranzitiv pe M. Mai general, grupul difeomorfic acționează în mod tranzitiv pe spațiul configurațiilor CkM. Dacă M are cel puțin dimensiunea doi, grupul difeomorfic acționează în mod tranzitiv pe spațiul configurațiilor FkM, acțiunea asupra lui M fiind tranzitiv multiplă.

### Extensii ale difeomorfismelor
În 1926, Tibor Radó a pus întrebarea dacă extensia armonică a oricărui homeomorfism sau difeomorfism al cercului unitate pe discul unitate duce la obținerea unui difeomorfism pe un disc deschis. O elegantă demonstrație a fost dată de Hellmuth Kneser, iar o alta complet diferită a fost dată de Gustave Choquet în 1945, aparent fără să știe că teorema era deja cunoscută.
Grupul difeomorfic al cercului (care conservă orientarea) este liniar conex. Acest lucru se poate vedea din faptul că orice astfel de difeomorfism poate fi adus la un difeomorfism f de reali care satisfac relația f(x+1) = f(x) +1, acest spațiu fiind un spațiu convex și deci liniar conex. O constantă eventual netedă cu privire la identitate dă al doilea mod elementar de extindere a unui difeomorfism de la cerc la discul unitate deschis, acesta fiind un caz special al trucului lui Alexander. Mai mult, grupul difeomorfic al cercului are tipul de topologie al grupului ortogonal {\displaystyle O_{2}}.
Problemele corespunzătoare de extensie a difeomorfismelor la sfere de dimensiuni înalte Sn−1 au fost mult studiate între anii 1950 și 1960, cu contribuțiile notabile ale lui René Thom, John Milnor și Stephen Smale. O piedică în calea unor astfel de extinderi o reprezintă grupul Abelian finit Γn, de fapt grupul sferelor torsionate, definit drept coeficientul grupului component Abelian al grupului difeomorfic prin subgrupul extinderii claselor la difeomorfismele sferelor Bn.

### Tipuri topologice
- Grupul difeomorfic {\displaystyle S^{2}} are tipul topologic al subgrupului {\displaystyle O_{3}}.  Acest lucru a fost demonstrat de Steve Smale [2].

- Grupul difeomorfic al torului are tipul topologic al propriului automorfism liniar: {\displaystyle (S^{1})^{2}\times GL_{2}(\mathbb {Z} )}.

- Grupurile difeomorfice ale suprafețelor orientabile de genul {\displaystyle g>1} au tipul topologic al propriilor grupuri ale claselor de funcții, adică componentele lor se pot contracta.

- Tipul topologic al grupurilor difeomorfice al mulțimilor 3D sunt bine înțelese datorită lucrărilor lui Ivanov, Hatcher, Gabai și Rubinstein cu toate că există un număr de probleme rămase deschise, precum mulțimile 3D care au grupuri fundamentale finite.

- Tipul topologic al grupurilor difeomorfice al mulțimilor n-dimensionale, pentru {\displaystyle n>3}, sunt slab înțelese. De exemplu, este încă o problemă deschisă dacă {\displaystyle Diff(S^{4})} are sau nu mai mult de două componente. Dar, datorită lucrărilor lui Milnor, Kahn și Antonelli se știe că {\displaystyle Diff(S^{n})} nu are tipul topologic al complexului CW finit demonstrat pentru {\displaystyle n\geq 7}.

## Homeomorfism și difeomorfism
Este ușor de găsit un homeomorfism care nu este difeomorfism, dar este mai dificil de a găsi o pereche de mulțimi homeomorfe care nu este difeomorfic. În spațiile 1D, 2D și 3D orice pereche de mulțimi netede homeomorfice este difeomorfică. În spații 4D sau mai mari, au fost găsite exemple de perechi homeomorfice care nu sunt difeomorfice. Primul exemplu de acest fel a fost construit de John Milnor în 7D. El a construit o mulțime netedă în 7D, numită acum sfera lui Milnor care este homeomorfă după standardul 7D, dar nu este difeomorfică. Există de fapt 28 de clase de difeomorfisme orientate ale mulțimilor homeomorfice pe o 7-sferă, fiecare din ele fiind un spațiu total al spațiului vectorial fibrat peste o 4-sferă, cu fibraj de 3-sferă.
Mai mult, fenomene exterme apar pentru mulțimi 4D. La începutul anilor `80, o combinație a rezultatelor obținute de Simon Donaldson și Michael Freedman au condus la descoperirea a ceea ce se numește R4 exotic. De asemenea, există multe subseturi liniare deschise nedifeomorfice pe {\displaystyle \mathbb {R} ^{4}}, fiecare fiind homeomorfică pe {\displaystyle \mathbb {R} ^{4}}, și de asemenea există multe mulțimi liniare diferențiabile ne-difeomorfice dar homeomorfice pe {\displaystyle \mathbb {R} ^{4}} care nu încorporează mulțimile netede din {\displaystyle \mathbb {R} ^{4}}.